# Opetiophora
Opetiophora is een vliegengeslacht uit de familie van de halmvliegen (Chloropidae).

## Soorten
- O. straminea Loew, 1872